# Divoševci
Divoševci is een plaats in de gemeente Velika Kopanica in de Kroatische provincie Brod-Posavina. De plaats telt 301 inwoners (2001).